# Шентянж-над-Дравчами
Шентянж-над-Дравчами (словен. Šentjanž nad Dravčami) — поселення в общині Вузениця, Регіон Корошка, Словенія. Висота над рівнем моря: 661 м.